# Steatocranus glaber
Steatocranus glaber är en fiskart som beskrevs av Roberts och Stewart, 1976. Steatocranus glaber ingår i släktet Steatocranus och familjen Cichlidae. IUCN kategoriserar arten globalt som sårbar. Inga underarter finns listade i Catalogue of Life.